# Vallée de Viège
La vallée de Viège, ou val de Viège, en allemand Vispertal, est une vallée latérale du canton du Valais en Suisse. Elle résulte de la rencontre de la vallée de Saas et de la vallée de Zermatt. Elle est drainée par la Vispa.